# Феррандіна
Феррандіна (італ. Ferrandina) — муніципалітет в Італії, у регіоні Базиліката,  провінція Матера.
Феррандіна розташована на відстані близько 370 км на південний схід від Рима, 60 км на схід від Потенци, 23 км на південний захід від Матери.
Населення — 8860 осіб (2014).

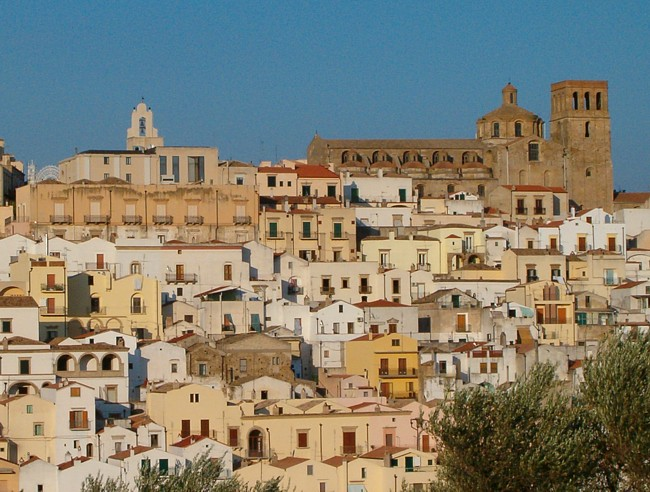

Щорічний фестиваль відбувається 16 серпня. Покровитель — святий Рох.

## Демографія
Населення за роками:

Станом на 1 січня 2023 року в муніципалітеті офіційно проживало 287 іноземців з 35 країн, серед них 53 громадяни країн Євросоюзу та 16 громадян України.

## Сусідні муніципалітети
- Крако
- Гроттоле
- Мільйоніко
- Пістіччі
- Помарико
- Саландра
- Сан-Мауро-Форте